# パイオニウム
パイオニウム（英: Pionium）は、正負の電荷を持つパイ中間子2個がクーロン力によって束縛されたエキゾチック原子である。実験的には、加速器で加速した陽子を標的となる原子核に衝突させて作られる。
平均寿命は3×10-15秒程度で、大部分は強い相互作用によって2個の中性パイ中間子π0に崩壊し、0.4%程度の低確率で2個の光子に崩壊する。
現在、欧州原子核研究機構 (CERN) におけるDIRAC実験では、パイオニウムの平均寿命を調べる研究が行われている。この実験では、2008年に11%、2011年に9%程度の標準誤差でパイオニウムの平均寿命が報告されている。
2005年にCERNで行われた NA48/2実験では、荷電K中間子の崩壊過程においてパイオニウムが生成する証拠が得られ、終状態として3個のパイ中間子が得られる反応（K±→π±π0π0）について調べられた。

## 実験の目的
パイオニウムの平均寿命を実験で測定することは、パイオニウム崩壊のような低エネルギー領域の物理現象を記述する理論（カイラル摂動論）の精度を検証するためにも重要な課題である。
一般に粒子の平均寿命の逆数は崩壊幅として表されるが、パイオニウムのπ0π0崩壊に対する崩壊幅はS波のππ散乱長と関係している。パイオニウムA2πの基底状態について、平均寿命τと崩壊幅Γは
{\displaystyle \tau _{A_{2\pi }}^{-1}=\Gamma _{A_{2\pi }\to \gamma \gamma }+\Gamma _{A_{2\pi }\to \pi ^{0}\pi ^{0}}}
{\displaystyle \Gamma _{A_{2\pi }\to \pi ^{0}\pi ^{0}}={\frac {2\alpha ^{3}p^{*}}{9}}|a_{0}-a_{2}|^{2}m_{\pi ^{+}}^{2}(1+\delta )}
と表される。ここで、αは微細構造定数、p*はパイオニウム静止系におけるπ0の運動量、a0とa2はアイソスピン0と2におけるS波のππ散乱長、mπ+はπ+の質量、δはQEDとQCDによる補正項であり、δ＝(5.8±1.2)×10-2の値が知られている。
上式中の散乱長は、カイラル摂動論を用いて誤差1.5%という高い精度で予言でき、
{\displaystyle |a_{0}-a_{2}|_{\mathrm {theory} }=(0.265\pm 0.004)\times {m_{\pi }}^{-1}}
と求まる。この値を用いると、パイオニウムの平均寿命の理論値はτ＝(2.90±0.10)×10-15秒となる。
このように、もしパイオニウムの平均寿命が実験で精密に測定できれば、量子色力学の低エネルギー有効理論としてのカイラル摂動論の検証に役に立つ。
一例として、2011年にDIRAC実験から報告された結果では、21227個のサンプルによって得られた平均寿命と、そこから換算されたS波のππ散乱長の差は
{\displaystyle \tau _{\mathrm {exp.} }=(\left.3.15_{-0.19}^{+0.20}\right|_{\mathrm {stat} }\left.^{+0.20}_{-0.18}\right|_{\mathrm {syst} })\times 10^{-15}\mathrm {s} }
{\displaystyle |a_{0}-a_{2}|_{\mathrm {exp.} }=(\left.0.2533_{-0.0078}^{+0.0080}\right|_{\mathrm {stat} }\left.^{+0.0078}_{-0.0073}\right|_{\mathrm {syst} })\times {m_{\pi }}^{-1}}
となる。この実験結果は、パイオニウム基底状態の平均寿命に対して9%、ππ散乱長に対しては4%の誤差を持つ精度である。